# Grete Reinwald
Grete Reinwald (Stoccarda, 25 maggio 1902 – Monaco di Baviera, 24 maggio 1983) è stata una modella e attrice tedesca, una delle prime attrici bambine del cinema muto tedesco, poi affermata attrice di cinema fino alla fine degli anni cinquanta.

## Biografia
Malwina Margarete "Grete" Reinwald nasce a Stuttgart in Germania nel 1902. Fin da giovanissima si esibisce come ballerina nella compagnia del Berliner Theater e tra il 1905 e il 1919 è con la sorella Hanni una delle più richieste modelle per cartoline e ritratti fotografici. Quando nel 1913 il fratello maggiore Otto e la sorellina Hanni intraprendono la carriera di attori bambini, Grete li segue, debuttando l'anno successivo al loro fianco in Ein Sommernachtstraum in unserer Zeit (1914). I piccoli Reinwald sono tra i primi attori bambini tedeschi ad affermarsi nel cinema, acquisendo una certa notorietà.
Da allora la carriera di attrice di Grete non conosce interruzioni. Le sue parti più importanti sono nel cinema muto, dove dal 1920 riceve ruoli protagonistici in numerosi film. Conosce e sposa un altro attore del cinema muto, Fred Louis Lerch. A differenza del marito e del fratello e della sorella, supera senza particolari problemi il passaggio tra il muto e il sonoro continuando ad essere presente in ruoli di supporto in numerose produzioni cinematografiche anche durante il periodo nazista. Torna quindi a recitare agli inizi degli anni cinquanta, mentre il marito e il fratello si dedicano alla attività di direttori di produzione. Alla fine saranno più di 90 i film da lei interpretati nel corso della sua lunga carriera.
Ritiratasi nel 1957, Grete muore nel 1983 a Monaco di Baviera, all'età di 80 anni. È sepolta nel Waldfriedhof.

## Filmografia (parziale)

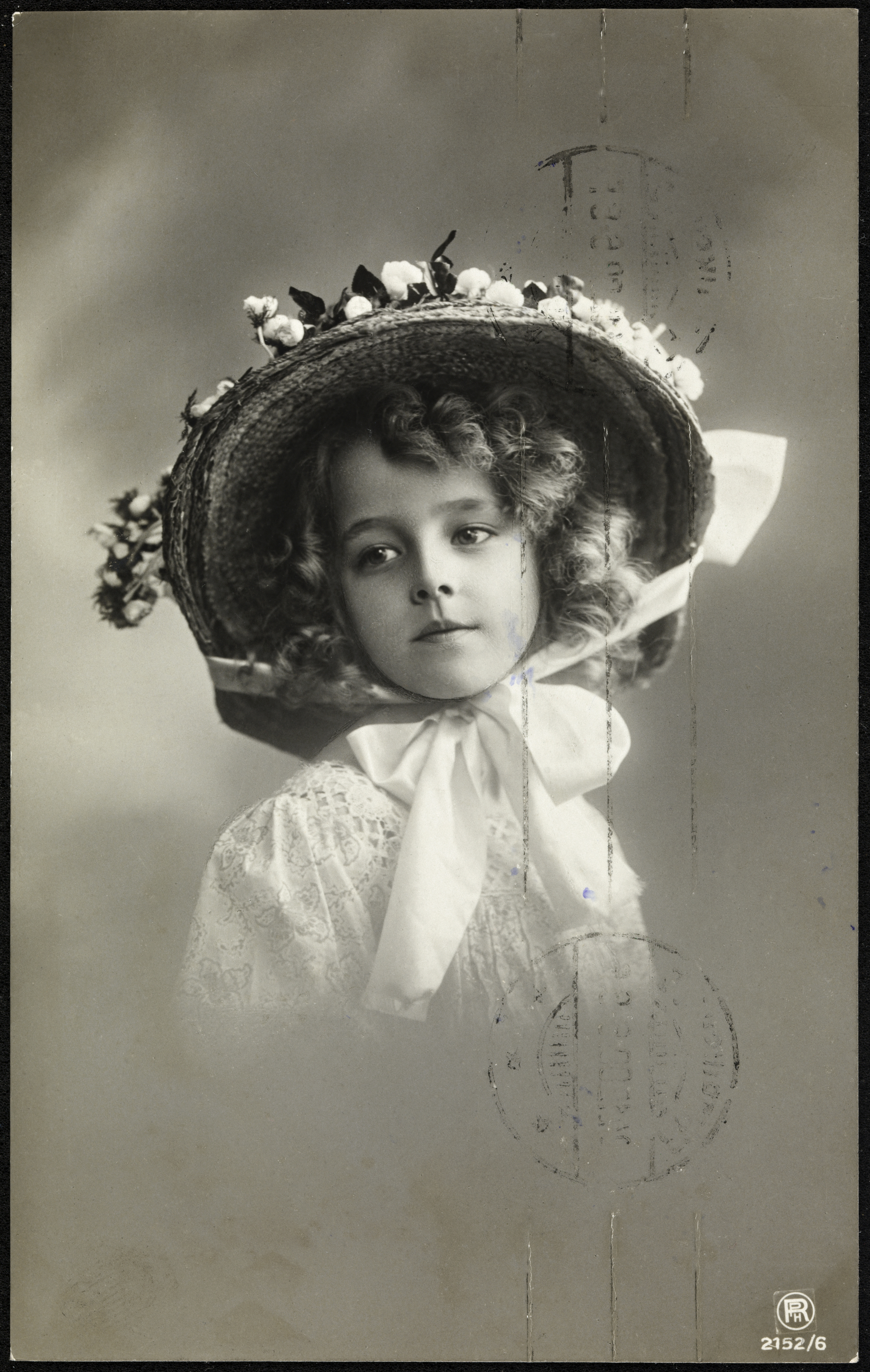
Un altro ritratto fotografico di Grete Reinwald da bambina

- Ein Sommernachtstraum in unserer Zeit, regia di Stellan Rye (1914)
- Proletardrengen, regia di A.W. Sandberg (Danimarca, 1916)
- Hvor Sorgerne glemmes, regia di Holger-Madsen (1917)
- Die Schuld, regia di Rudolf Biebrach (1919)
- Ubo Thomsens Heimkehr, regia di Viggo Larsen (1919)
- Graf Stöckels Bekenntnisse, regia di Viggo Larsen (1919)
- Der Tempel der Liebe, regia di Paul L. Stein (1919)
- Am Kreuzweg der Leidenschaften, regia di Eugen Illés (1919)
- Die Nacht der Entscheidung, regia di Franz Osten (1920)
- Der Menschheit Anwalt, regia di Otto Rippert (1920)
- Das Ende des Abenteurers Paolo de Caspado, regia di Franz Seitz (1920)
- Bar el Manach, regia di Heinz Sarnow (1920)
- Der letzte Schuß, regia di Franz Seitz (1920)
- Kämpfende Gewalten oder Welt ohne Krieg, regia di Fritz Bernhardt (1920)
- John Long, der Dieb, regia di Adolf Wenter (1921)
- Die Flucht ins Jenseits oder Die dunkle Gasse von New York, regia di Franz Seitz (1921)
- Tom Mürger, der Bankräuber, regia di Franz Seitz (1921)
- Die kleine Dagmar, regia di Alfred Halm (1921)
- Das zweite Leben, regia di Alfred Halm (1921)
- Die Faust des Schicksals, regia di Alfred Schirokauer (1921)
- Am Narrenseil, 1. Teil - Schreckenstage der Finanzkreise, regia di Josef Firmans (1921)
- Am Narrenseil, 2. Teil - Rätsel der Kriminalistik, regia di Josef Firmans (1921)
- Die sündige Vestalin (1922)
- Die Dame und der Landstreicher, regia di Alfred Halm (1922)
- Giovinezza (Jugend), regia di Fred Sauer (1922)
- Das blinde Glück, regia di Iva Raffay (1922)
- Das Weib auf dem Panther, regia di Alfred Halm (1923)
- Time Is Money, regia di Fred Sauer (1923)
- Das Komödiantenkind, regia di Fred Sauer (1923)
- Wilhelm Tell, regia di Rudolf Dworsky e Rudolf Walther-Fein (1923)
- Die Galgenbraut, regia di Josef Berger (1924)
- Götz von Berlichingen zubenannt mit der eisernen Hand, regia di Hubert Moest (1925)
- Ich hatt' einen Kameraden, regia di Conrad Wiene (1926)
- An der Weser (hier hab' ich so manches liebe Mal...), regia di Siegfried Philippi (1927)
- Ein Tag der Rosen im August..., regia di Max Mack (1927)
- Rutschbahn, regia di Richard Eichberg (1928)
- Kolonne X, regia di Reinhold Schünzel (1929)
- Einmal möcht' ich keine Sorgen haben, regia di Max Nosseck (1932)
- Hans Westmar, regia di Franz Wenzler (1933)
- Schloß Vogelöd, regia di Max Obal (1936)
- War es der im 3. Stock?, regia di Carl Boese (1939)
- Die große Liebe, regia di Rolf Hansen (1942)
- Bis wir uns wiedersehn, regia di Gustav Ucicky (1952)
- Der Kaplan von San Lorenzo, regia di Gustav Ucicky (1953)
- Die Prinzessin von St. Wolfgang, regia di Harald Reinl (1957)